# Distretto di Mila
Il distretto di Mila è un distretto della Provincia di Mila, in Algeria.

## Comuni
Il distretto di Mila comprende 3 comuni:
- Mila
- Aïn Tine[1]
- Sidi Khelifa[1]